# Épisodes de Vinyl
Cet article présente les dix épisodes de la série télévisée américaine Vinyl.

## Généralités
- Aux États-Unis, la saison a été diffusée du 14 février 2016 au 17 avril 2016 sur HBO.
- Au Canada, elle a été diffusée en simultané sur HBO Canada.
- En France, en Belgique et en Suisse elle a été diffusée en version sous-titrée, un jour après la diffusion américaine du 15 février 2016 au 18 avril 2016.

## Distribution

### Acteurs principaux
- Bobby Cannavale : Richie Finestra
- Olivia Wilde : Devon Finestra
- Ray Romano : Zak Yankovich
- Ato Essandoh : Lester Grimes
- Max Casella : Julian « Julie » Silver
- P. J. Byrne : Scott Leavitt
- J. C. MacKenzie (en) : Skip Fontaine
- Birgitte Hjort Sørensen : Ingrid
- Juno Temple : Jamie Vine
- Jack Quaid : Clark Morelle
- James Jagger : Kip Stevens
- Paul Ben-Victor : Maury Gold

### Acteurs récurrents
- Emily Tremaine : Heather
- Griffin Newman (en) : Casper
- Andrew Dice Clay (en) : Frank « Buck » Rogers
- Bo Dietl (en) : Joe Corso
- Robert Funaro (en) : Tony Del Greco
- Joe Caniano : Leo
- Val Emmich (en) : Alex
- Christian Peslak : David Johansen (jeune)

## Épisodes

### Épisode 1:Pilot
- États-Unis /  Canada : 14 février 2016 sur HBO[1] / HBO Canada[2]
- France /  Belgique /  Suisse : 15 février 2016 sur OCS City[3] / Be tv[4] / RTS Un[5] (en VOSTFr)
- Québec : 26 avril 2016 sur Super Écran[6] (en VF)
- France : 18 juin 2016 sur OCS City[7] (en VF)

- États-Unis : 764 000 téléspectateurs[8] (première diffusion)

### Épisode 2:La journée d'hier recommence
- États-Unis /  Canada : 21 février 2016 sur HBO / HBO Canada
- France /  Belgique /  Suisse : 22 février 2016 sur OCS City / Be tv / RTS Un (en VOSTFr)
- Québec : 3 mai 2016 sur Super Écran (en VF)
- France : 18 juin 2016 sur OCS City (en VF)

- États-Unis : 667 000 téléspectateurs[9] (première diffusion)

Alors que dirigeants allemands du label Polygram sont en ville pour signer la transaction avec American Century, Richie Finestra fait capoter l’accord qui était sur le point d’aboutir. Les Allemands quittent les bureaux de l’American Century en laissant Richie face à la colère de son associé Zak.
Dans Greenwich, Devon se demande que faire au sujet de son mari, qui a brisé sa promesse en ne vendant pas le label. Néanmoins, sa colère est tempérée par les souvenirs de l'homme dont elle est tombée amoureuse en 1966, alors qu'elle était une artiste incontournable de New-York et notamment muse d'Andy Warhol. 

### Épisode 3:Murmures secrets
- États-Unis /  Canada : 28 février 2016 sur HBO / HBO Canada
- France /  Belgique /  Suisse : 29 février 2016 sur OCS City / Be tv / RTS Un (en VOSTFr)
- Québec : 10 mai 2016 sur Super Écran (en VF)
- France : 25 juin 2016 sur OCS City (en VF)

- États-Unis : 779 000 téléspectateurs[10] (première diffusion)

Au banquet de célébration des labels et des producteurs de musique, Richie se trouve embarrassé quand le maître de cérémonie, concurrent d’American Century, fait une blague à propos de l'échec de son accord avec l’allemand Polygram.
En rentrant, Richie décide de réduire fortement sa liste d’artistes afin d’économiser de l'argent et permettre de promouvoir de nouveaux artistes.
Pendant ce temps, Devon rend visite à Warhol dans l'espoir de recueillir des fonds pour rénover une grange à Greenwich qui pourrait accueillir une compagnie de ballet russe. Elle lui demande de signer un portrait afin de pouvoir le revendre et financer son projet.

### Épisode 4:La raquette
- États-Unis /  Canada : 6 mars 2016 sur HBO / HBO Canada
- France /  Belgique /  Suisse : 7 mars 2016 sur OCS City / Be tv / RTS Un (en VOSTFr)
- Québec : 17 mai 2016 sur Super Écran (en VF)
- France : 25 juin 2016 sur OCS City (en VF)

- États-Unis : 577 000 téléspectateurs[11] (première diffusion)

Au lieu d'assister à l’enterrement, Richie externalise ses angoisses en frappant avec une raquette sur un canapé lors d'une séance de thérapie avec Devon. Celle-ci refuse la méthode du docteur et rappelle que seul Richie est responsable de la crise que traverse le couple.
Plus tard, au cours d'une journée chaotique au bureau, Richie accueille le charismatique Hannibal, l’artiste principal du label et cherche à lui démontrer son amitié afin qu’il ne parte pas à la concurrence.
Pendant ce temps, les associés Zak et Scott s’interrogent sur leur avenir à la suite de l’accord perdu avec le label Polygram. Sur le point de signer avec American Century, les Nasty Bits décident d’enrôler un manager afin de négocier les termes de leur contrat avec Richie, qui s’offusque du procédé. 

### Épisode 5:Hier raciste fini
- États-Unis /  Canada : 13 mars 2016 sur HBO / HBO Canada
- France /  Belgique /  Suisse : 14 mars 2016 sur OCS City / Be tv / RTS Un (en VOSTFr)
- Québec : 24 mai 2016 sur Super Écran (en VF)
- France : 2 juillet 2016 sur OCS City (en VF)

- États-Unis : 618 000 téléspectateurs[12] (première diffusion)

Richie rend visite à son père afin de lui demander une faveur : lui fournir un alibi pour le meurtre dont il est soupçonné. Devon accepte de rejoindre Richie pour le dîner prévu avec Hannibal et Cece, en jouant son rôle habituel de « proie » pour charmer Hannibal et garder au sein du label l'un des plus gros clients que son mari n’ait jamais signé.
Kip Stevens, le chanteur principal des Nasty Bits fait face à un dilemme difficile à la suite de sa récente signature avec le label : il doit se séparer de l’un de ses guitaristes jugé insuffisamment talentueux et charismatique. 
Alors que Richie tente par tous les moyens de révolutionner la politique de son label, il décide de retrouver Andrea Zito, une ancienne employée du label et qui travaille désormais pour Jervis. Elle tente de la convaincre de le rejoindre pour son nouveau projet et révolutionner son image de marque.

### Épisode 6:Cyclone
- États-Unis /  Canada : 20 mars 2016 sur HBO / HBO Canada
- France /  Belgique /  Suisse : 21 mars 2016 sur OCS City / Be tv / RTS Un (en VOSTFr)
- Québec : 31 mai 2016 sur Super Écran (en VF)
- France : 2 juillet 2016 sur OCS City (en VF)

- États-Unis : 570 000 téléspectateurs[13] (première diffusion)

À la suite de sa crise avec Richie, Devon cherche refuge à l'Hôtel Chelsea avec son ancienne amie Ingrid. Pendant ce temps, Richie tombe dans un puits sans fond de drogue et de dépravation, encouragé par son ami imaginaire Ernst. Il délaisse la gestion du label et suscite l’incompréhension de son entourage. 
Zito rejoint American Century et présente aux associés ses plans pour relancer la marque, notamment par un changement de logo et une nouvelle décoration des locaux. Au même moment, Kip Stevens recrute un nouveau guitariste pour le groupe, d’une façon inattendue.

### Épisode 7:Le King et moi
- États-Unis /  Canada : 27 mars 2016 sur HBO / HBO Canada
- France /  Belgique /  Suisse : 28 mars 2016 sur OCS City / Be tv / RTS Un (en VOSTFr)
- Québec : 7 juin 2016 sur Super Écran (en VF)
- France : 9 juillet 2016 sur OCS City (en VF)

- États-Unis : 666 000 téléspectateurs[14] (première diffusion)

### Épisode 8:Mi la si
- États-Unis /  Canada : 3 avril 2016 sur HBO / HBO Canada
- France /  Belgique /  Suisse : 4 avril 2016 sur OCS City / Be tv / RTS Un (en VOSTFr)
- Québec : 14 juin 2016 sur Super Écran (en VF)
- France : 9 juillet 2016 sur OCS City (en VF)

- États-Unis : 567 000 téléspectateurs[15] (première diffusion)

Richie et ses associés recherchent désespérément un crédit bancaire afin de relancer le label. Mais même leur vieil ami de l’école secondaire leur refuse, car leur dossier ne présente aucune garantie. Finalement, Richie et Zak sont contraints de passer un accord avec le mafieux Corrado Galasso, qui accepte de leur prêter 100 000 dollars mais à la condition de pouvoir les surveiller de près. 
Devon et Ingrid se rendent à Kansas, où Devon impressionne le photographe Billy McVicar en charmant John Lennon et lui obtenant une photo, ce qui permettra de justifier sa présence au Chelsea Hostel en tant qu'artiste. Le photographe encourage le talent artistique de Devon et ne se montre pas insensible à ses charmes. 

### Épisode 9:La reine du rock and roll
- États-Unis /  Canada : 10 avril 2016 sur HBO / HBO Canada
- France /  Belgique /  Suisse : 11 avril 2016 sur OCS City / Be tv / RTS Un (en VOSTFr)
- Québec : 21 juin 2016 sur Super Écran (en VF)
- France : 16 juillet 2016 sur OCS City (en VF)

- États-Unis : 753 000 téléspectateurs[16] (première diffusion)

En garde à vue depuis deux jours, les agents de police proposent à Richie une collaboration pour faire tomber le mafieux Corrado Galasso, en échange d’une clémence de leur part sur le dossier « Buck Rogers ».
Jetée dehors de la maison par sa tante, Jamie est obligée de dormir chez Kip, le chanteur des Nasty Bits. Charmée par Kip aussi bien que par son nouveau guitariste, elle commence à entretenir une double relation au sein du groupe. 
Au label, Maury Gold demande à Richie une compilation des années 50, ce qu’il ne peut lui refuser étant donné l’argent récemment prêté, suscitant l’incompréhension des autres associés. Zak essaie quant à lui de faire financer le chanteur qu’il a découvert lors de la Bat Mitsva de sa fille, renommé sous le pseudonyme « Xavier ».
Après avoir reçu un appel téléphonique de l'hôtel à Las Vegas lui proposant un voyage en tant que client « premium », Zak réalise ce qui est réellement passé cette nuit-là et va trouver Richie pour une explication musclée. 

### Épisode 10:Alibi
- États-Unis /  Canada : 17 avril 2016 sur HBO / HBO Canada
- France /  Belgique /  Suisse : 18 avril 2016 sur OCS City / Be tv / RTS Un (en VOSTFr)
- Québec : 28 juin 2016 sur Super Écran (en VF)
- France : 16 juillet 2016 sur OCS City (en VF)

- États-Unis : 730 000 téléspectateurs[17] (première diffusion)

Alors que Richie joue double jeu entre son accord avec Galasso d’une part et celui avec la police d’autre part, le mafieux est écouté à son insu à propos d’un business louche à la casse du Bronx. Quelques heures, plus tard, la police intervient et arrête le bras droit de Galasso. Ce dernier convoque alors Richie et Zak et leur reproche d’avoir parlé. Corso est exécuté devant eux en guise d’avertissement. 